# Copa de Clubes de Asia 1999-2000
La Copa de Clubes de Asia del 2000 fue la 19.ª edición del torneo de fútbol más importante a nivel de clubes de Asia organizado por la AFC.
El Al-Hilal de Arabia Saudita derrotó en la final al entonces campeón defensor Júbilo Iwata de Japón para ganar el título por segunda ocasión.

## Primera Ronda

### Asia Occidental
| Equipo 1        | Agr.     | Equipo 2              | Ida | Vuelta |
| --------------- | -------- | --------------------- | --- | ------ |
| Al-Wahda        | 3-3 (v.) | Al-Sadd               | 2-2 | 1-1    |
| FC Irtysh       | 9-5      | FC Pakhtakor Tashkent | 7-0 | 2-5    |
| Varzob Dushanbe | 5-1      | Dinamo Bishkek        | 4-0 | 1-1    |
| Al-Qadisiya     | w/o1     | Al-Wahda              |     |        |

1 el Al-Qadisiya abandonó el torneo.

### Asia Oriental
| Equipo 1       | Agr. | Equipo 2                | Ida | Vuelta |
| -------------- | ---- | ----------------------- | --- | ------ |
| Mohun Bagan AC | 2-1  | Muktijoddha Sangsad     | 2-1 | 0-0    |
| SAF FC         | 11-3 | Royal Dolphins          | 8-1 | 3-2    |
| GD Lam Pak     | 1-9  | Sinthana                | 0-2 | 1-7    |
| PSIS Semarang  | 4-9  | Suwon Samsung Bluewings | 2-3 | 2-6    |
| Dalian Wanda   | w/o1 | Kashima Antlers         |     |        |
| Happy Valley   | w/o2 | Thể Công                |     |        |
| Club Valencia  | w/o3 | Campeón de Nepal        |     |        |
| Júbilo Iwata   | bye  |                         |     |        |

1 el Dalian Wanda abandonó el torneo. 

2 Happy Valley abandonó el torneo. 

3 Nepal no envió equipo al torneo.

## Segunda Ronda

### Asia Oriental
| Equipo 1   | Agr. | Equipo 2        | Ida | Vuelta |
| ---------- | ---- | --------------- | --- | ------ |
| Persépolis | 3-0  | Al-Ansar        | 3-0 | 0-0    |
| Al-Shorta  | 5-0  | Al-Wahda        | 5-0 | 0-0    |
| Al-Sadd    | 1-3  | Al-Hilal        | 0-1 | 1-2    |
| FC Irtysh  | 5-0  | Varzob Dushanbe | 4-0 | 1-0    |

### Asia Occidental
| Equipo 1      | Agr. | Equipo 2                | Ida  | Vuelta |
| ------------- | ---- | ----------------------- | ---- | ------ |
| Júbilo Iwata  | 8-0  | Mohun Bagan AC          | 8-0  | n/p1   |
| Club Valencia | 0-16 | Kashima Antlers         | n/p2 | 0-16   |
| SAF FC        | 2-3  | Sinthana                | 1-1  | 1-2    |
| Thể Công      | 1-7  | Suwon Samsung Bluewings | 1-1  | 0-6    |

1 La serie se jugó a 1 solo partido por mutuo acuerdo. 

2 el primer partido fue cancelado debido a las condiciones del terreno de juego después de disputarse un partido de liga local.

## Cuartos de final

### Asia Occidental
Todos los partidos se jugaron en Riad, Arabia Saudita.
| Club       | J | G | E | P | GF | GC | GD | Pts. |
| ---------- | - | - | - | - | -- | -- | -- | ---- |
| Al-Hilal   | 3 | 2 | 1 | 0 | 3  | 0  | +3 | 7    |
| Persépolis | 3 | 1 | 2 | 0 | 1  | 0  | +1 | 5    |
| Al-Shorta  | 3 | 1 | 1 | 1 | 3  | 3  | 0  | 4    |
| FC Irtysh  | 3 | 0 | 0 | 3 | 2  | 6  | −4 | 0    |

| 7 de febrero de 2000 | Al-Hilal                        | 2–0 | FC Irtysh | Rey Fahd, Riad |  |
|                      | Al-Jumaan 40' · Al-Houwaidi 50' |     |           |                |  |

| 7 de febrero de 2000 | Persépolis | 0–0 | Al-Shorta   | Rey Fahd, Riad |  |
|                      |            |     | Hussain 76' |                |  |

| 9 de febrero de 2000 | Al-Shorta | 0–1 | Al-Hilal      | Rey Fahd, Riad |  |
|                      |           |     | Al-Jumaan 67' |                |  |

| 9 de febrero de 2000 | FC Irtysh | 0-1 | Persepolis       | Rey Fahd, Riad |  |
|                      |           |     | Hasheminasab 78' |                |  |

| 11 de febrero de 2000 | Al-Shorta                    | 3–2 | FC Irtysh                             | Rey Fahd, Riad |  |
|                       | Mahmoud 50' · Jeayer 64' 89' |     | Miroshichenko 27' · Mendes 85' (pen.) |                |  |

| 11 de febrero de 2000 | Al-Hilal | 0–0 | Persépolis | Rey Fahd, Riad |  |
|                       | Amin 64' |     |            |                |  |

### Asia Oriental
Todos los partidos se jugaron en Kagoshima, Japón.
| Club                    | J | G | E | P | GF | GC | GD | Pts. |
| ----------------------- | - | - | - | - | -- | -- | -- | ---- |
| Júbilo Iwata            | 3 | 3 | 0 | 0 | 4  | 0  | +4 | 9    |
| Suwon Samsung Bluewings | 3 | 1 | 1 | 1 | 5  | 2  | +3 | 4    |
| Kashima Antlers         | 3 | 1 | 1 | 1 | 4  | 2  | +2 | 4    |
| Sinthana                | 3 | 0 | 0 | 3 | 0  | 9  | −9 | 0    |

| Local                   | Visita                  | Resultado |
| ----------------------- | ----------------------- | --------- |
| Kashima Antlers         | Suwon Samsung Bluewings | 1-1       |
| Júbilo Iwata            | Sinthana                | 2-0       |
| Júbilo Iwata            | Kashima Antlers         | 1-0       |
| Sinthana                | Suwon Samsung Bluewings | 0-4       |
| Suwon Samsung Bluewings | Júbilo Iwata            | 0-1       |
| Kashima Antlers         | Sinthana                | 3-0       |

## Semifinales
| 20 de abril de 2000 | Al-Hilal    | 1–0 | Suwon Samsung Bluewings | Fahd International Stadium, Riad |  |
|                     | Ricardo 11' |     |                         |                                  |  |

| 20 de abril de 2000 | Júbilo Iwata                | 2–0 | Persépolis | Fahd International Stadium, Riad |  |
|                     | Takahara 67' · Nakayama 90' |     |            |                                  |  |

## Tercer Lugar
| 22 de abril de 2000 | Persépolis | 1–0 | Suwon Samsung Bluewings | Fahd International Stadium, Riad |  |
|                     | Karimi 75' |     |                         |                                  |  |

## Final
| 22 de abril de 2000 | Al-Hilal            | 3–2 (t. s.) | Júbilo Iwata                | Fahd International Stadium, Riad |                                 |
|                     | Ricardo 3' 89' 102' |             | Nakayama 18' · Takahara 19' | Asistencia: 40,000 espectadores  | Asistencia: 40,000 espectadores |

## Campeón
| Bandera de Arabia Saudita          |
| Campeón Al-Hilal F. C. 2.do título |